# Upiór w operze (album)
(Andrew Lloyd Webber's) Upiór w operze – album Teatru Muzycznego „Roma” z polskimi wersjami utworów z musicalu Andrew Lloyda Webbera. Został wydany 15 listopada 2008. Uzyskał status potrójnie platynowej płyty.

## Lista utworów
1. Uwertura (Overture)
2. Wspomnij mnie (Think Of Me)
3. Anioł Muzyki (Angel of Music)
4. Upiór w operze (The Phantom of the Opera)
5. Noc muzykę gra (The Music of the Night)
6. Primadonna (Prima Donna)
7. Il Muto (Il Muto)
8. O tyle proszę cię (All I Ask of You)
9. Antrakt (Entr'acte)
10. Maskarada (Masquerade)
11. Szkoda, że cię nie ma (Wishing You Were Somehow Here Again)
12. Stąd odwrotu nie ma już (The Point of No Return)
13. Loch rozpaczy/To zbrodniarza trop (Down Once More/Track Down This Murderer)